# 圣托马拉加德
圣托马拉加德（法語：Saint-Thomas-la-Garde，法語發音：[sɛ̃ tɔma la ɡaʁd]）是法国卢瓦尔省的一个市镇，位于该省中南部偏西，属于蒙布里松区。

## 地理
圣托马拉加德（45°34'0"N, 4°4'50"E）面积3.41 平方千米，位于法国奥弗涅-罗讷-阿尔卑斯大区卢瓦尔省，该省份为法国中南部省份，北起顺时针与索恩-卢瓦尔省、罗讷省、伊泽尔省、阿尔代什省、上盧瓦爾省、多姆山省和阿列省接壤。
与圣托马拉加德接壤的市镇（或旧市镇、城区）包括：莱济尼厄、蒙布里松、圣乔治欧特维尔、圣罗曼勒皮。

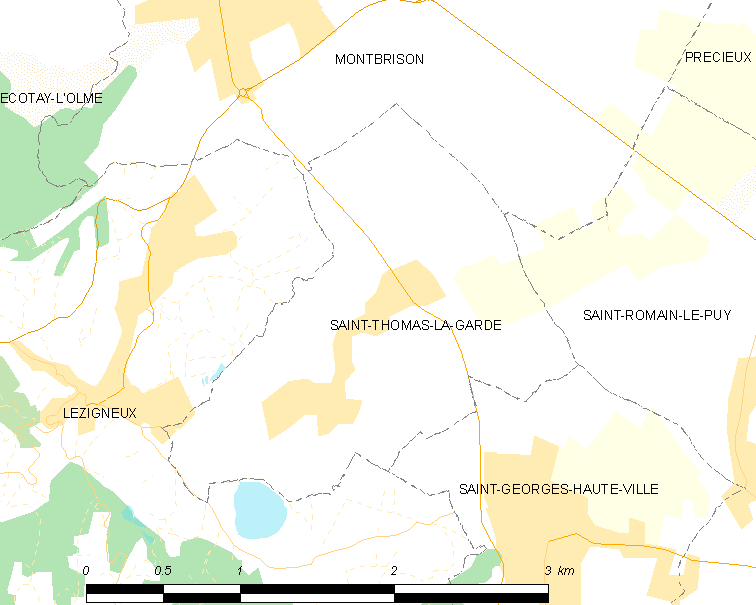
圣托马拉加德的OSM定位图

圣托马拉加德的时区为UTC+01:00、UTC+02:00（夏令时）。

## 行政
圣托马拉加德的邮政编码为42600，INSEE市镇编码为42290。

## 政治
圣托马拉加德所属的省级选区为蒙布里松县。

## 人口

1962-2008年间圣托马拉加德人口变化图示

圣托马拉加德于2022年1月1日时的人口数量为596人。

## 交通
卢瓦尔省省道D5线经过境内。